# 也先忽都 (钦察人)
也先忽都（？—1358年），元朝女性人物，蒙古钦察氏，大宁路达鲁花赤铁木儿不花之妻。
因为丈夫的缘故恩封云中郡君。丈夫获罪免官，居住在大宁。至正十八年（1358年），红巾军抵达大宁，也先忽都与妾室玉莲逃到尼寺中，为红巾军所抓获，令她给众妇缝衣，拒绝不肯做。红巾军用刀刃恐吓，也先忽都骂道：“我是达鲁花赤之妻，你们是贼，我不能作为从贼的针工。”红巾军大怒杀了她。玉莲想要自缢，一共三次，红巾军也杀了她。